# تیم دوچرخه‌سواری فائما
تیم دوچرخه‌سواری فائما (ایتالیایی: Faema) یک تیم دوچرخه‌سواری در کشورهای ایتالیا، بلژیک و اسپانیا بوده‌است.
این تیم در سال ۱۹۵۵ تأسیس و در سال ۱۹۶۲ منحل شده‌است.

## افتخارات
- قهرمان بخش تیمی جیرو دیتالیا ۱۹۶۱، ۱۹۶۲

قهرمان بخش تیمی تور دوچرخه‌سواری ووئلتا اسپانیا ۱۹۶۱